# Œil pour œil (film, 1983)
Pour les articles homonymes, voir Œil pour œil.
Pour plus de détails, voir Fiche technique et Distribution.
Œil pour œil (Lone Wolf McQuade) est un film d'action américain de Steve Carver sorti en 1983. Ayant pour acteur principal Chuck Norris, Lone Wolf McQuade mélange western et film policier. C'est à partir de ce film que Chuck Norris arbore la barbe qu'il gardera définitivement jusqu'à ce jour.

## Synopsis
Officier des Texas Ranger, J. J. McQuade (Chuck Norris) opère seul en utilisant des méthodes parfois brutales. Après la réussite d'un coup particulièrement audacieux, son chef lui donne un jeune Mexicain comme coéquipier. Pour l'heure, McQuade est sur la piste d'un trafiquant d'armes travaillant avec les Cubains. Pendant une fête donnée par Lola (Barbara Carrera), l'amie du bandit Rawley Wilkes (David Carradine), qui entretient des relations avec la mafia mexicaine et qui a quelques complicités dans la police, Wilkes provoque le ranger. Des agents du FBI viennent tout compliquer. Pour se débarrasser de lui, Wilkes accuse McQuade d'être du nombre des trafiquants d'armes. Ce dernier ne compte pas dire son dernier mot…

## Fiche technique
- Titre original : Lone Wolf McQuade
- Pays d'origine :  États-Unis (1983)
- Date de sortie française : 20 juillet 1983
- Format : Couleurs/105 minutes
- Sociétés de Production : 1818/Lone Wolf McQuade Associates/Topkick Productions
- Producteurs (personnes physiques) : Yoram Ben-Ami/Steve Carver/Aaron NorrisKathryn Petty
- Réalisation : Steve Carver
- Scénario : H. Kaye Dyal  et B.J. Nelson
- Photographie : Jerry G. Callaway/Roger Shearman/Michael Sibley
- Compositeur : Francesco De Masi
- Monteur : Anthony Redma
- Budget : 5 000 000 $
- Box-office France : 741.000 entrées

## Distribution
- Chuck Norris (VF : Bernard Tiphaine) : J. J. McQuade
- David Carradine (VF : Jean Violette) : Rawley Wilkes
- Barbara Carrera (VF: Évelyn Séléna) : Lola Richardson
- Leon Isaac Kennedy (VF : Med Hondo) : Jackson
- Robert Beltran (VF : Patrick Poivey) : Kayo
- L. Q. Jones (VF : Edmond Bernard) : Dakota
- Dana Kimmell (VF: Marie-Christine Darah) : Sally McQuade
- R. G. Armstrong (VF : Jacques Dynam) : T. Tyler
- Jorge Cervera Jr. : Jefe
- Sharon Farrell (VF : Béatrice Delfe) : Molly
- Daniel Frishman (VF: Jacques Ferrière) : Falcon
- William Sanderson (VF : Denis Boileau) : Snow
- Robert Resetar : Pyte Brown
- Thomas Cenney : The Wolf